# Sunland Park
Sunland Park város az USA Új-Mexikó államában, Doña Ana megyében. Lakosainak száma 16 702 fő (2020. április 1.).

## Népesség
A település népességének változása:
| Lakosok száma | 14 106 | 15 400 | 16 702 |
|               | 2010   | 2014   | 2020   |